# MV Isle of Mull
Le MV Isle of Mull est un ferry de la compagnie Caledonian MacBrayne opérant depuis Oban sur la côte ouest de l'Écosse.

## Histoire
L’Isle of Mull a été conçu pour relier Oban à Craignure sur l'île de Mull. Lancé sur la Clyde en 1987, il est entré en service le 11 avril 1988 en remplacement du vieux MV Caledonia.
Le nouveau navire est plus rapide mais aussi surchargé de près de 100 tonnes par rapport à sa conception en raison de plaques d'acier trop lourdes. À la fin de l'automne 1989, l’Isle of Mull est retiré du service pendant 2 semaines afin de subir un agrandissement de 5,4 mètres. Cette extension est visible dans les escaliers qui relient le pont des voitures et le pont supérieur où un palier a été créé. Ces modifications ont permis d'améliorer la capacité de transport du navire, mais aussi sa maniabilité et sa vitesse.
À la fin des années 1990, le navire a été remis à neuf avec notamment une cafétéria et des aires de service modifiées. Ces changements ont été par la suite appliqués comme standard pour les autres navires de la flotte. Une seconde remise à neuf a eu lieu en 2005.

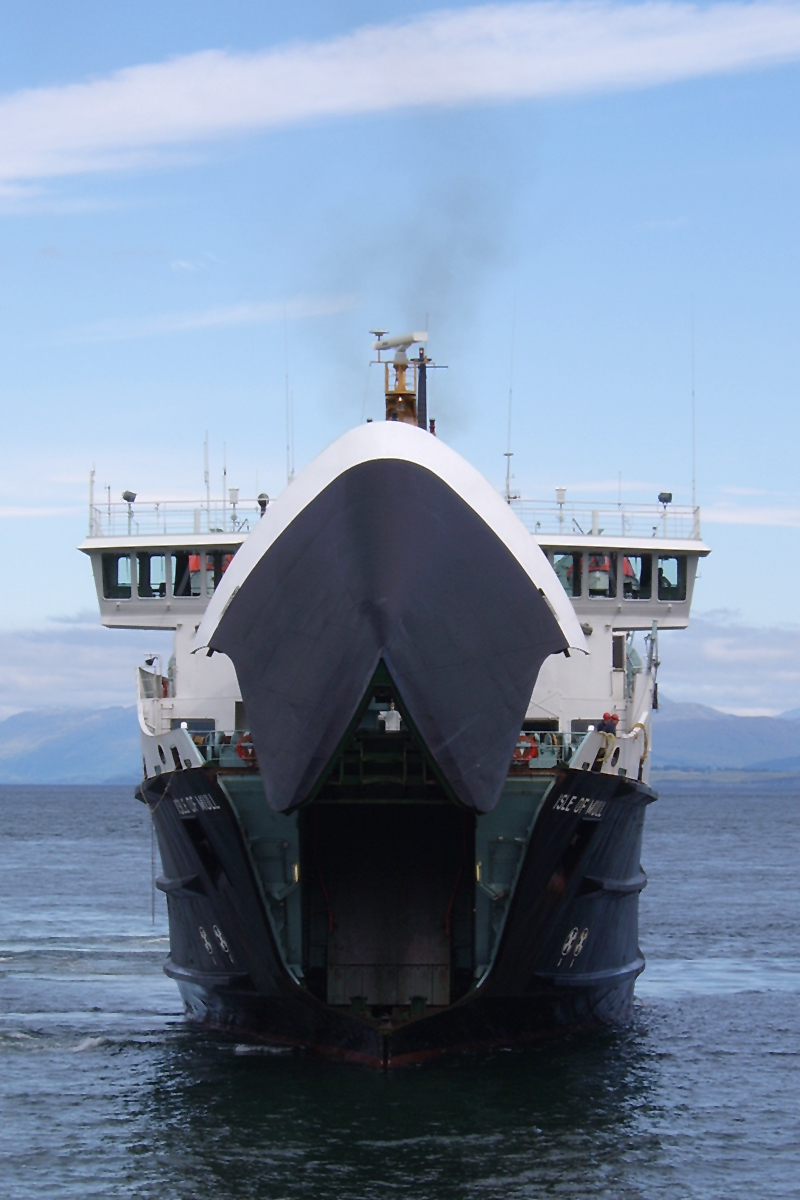
Le MV Isle of Mull amarré à Craignure

## Caractéristiques
Avec plus de 90 mètres de long, l’Isle of Mull est l'un des plus grands navires de la flotte Caledonian MacBrayne avec une capacité maximale de 962 passagers.
Le pont des voitures est totalement couvert et permet de transporter 80 véhicules.
Le pont supérieur est équipé de salons, d'une cafétéria, d'un bar, d'une boutique et d'un salon d'observation à l'arrière du navire. Le grand nombre de plateformes ouvertes font de l’Isle of Mull un navire populaire auprès des touristes et des locaux.

## Service
L’Isle of Mull dessert la route Oban — Craignure (40 minutes) depuis 1988. Interverti occasionnellement avec le MV Lord of the Isles sur la route Uig — Ardossan, le navire a également desservi l'île de Colonsay et plusieurs autres destinations durant les périodes d'hiver.